# École Freinet
Die École Freinet ist eine Grundschule in Vence. Sie wurde um 1933 von Élise Freinet und Célestin Freinet als l'École Moderne gegründet. Sie existiert noch heute als Grundschule. Es wird dort immer noch nach den Grundsätzen der Freinet-Pädagogik unterrichtet.

## Geschichte
Die Schule wurde am 1. Oktober 1933 eröffnet. Gründungsmitglieder waren Élise und Célestin Freinet, Élises Mutter Julie Lagier-Bruno, Albert Belleudy und Fifine. Sie hatte damals 13 Schüler und Schülerinnen. 1936 und 37 wurden viele Arbeiterkinder und spanische Kinder – wegen des spanischen Bürgerkrieges – aufgenommen. 1940 wurde die Schule geschlossen, Freinet wegen kommunistischer Propaganda und Subversion interniert. 1946 wurde die Schule unter dem Namen l'École de Vence wieder eröffnet. Célestin Freinet unterrichtete allerdings nicht mehr selbst. 1966 wurde die Schule als einzige Grundschule Staatsschule und in l'École Freinet umbenannt.